# 積載形トラッククレーン

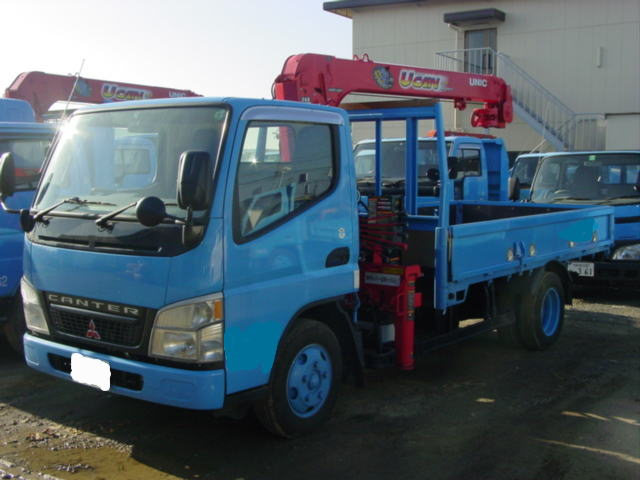
積載形トラッククレーン
古河ユニック製クレーン搭載のキャンター

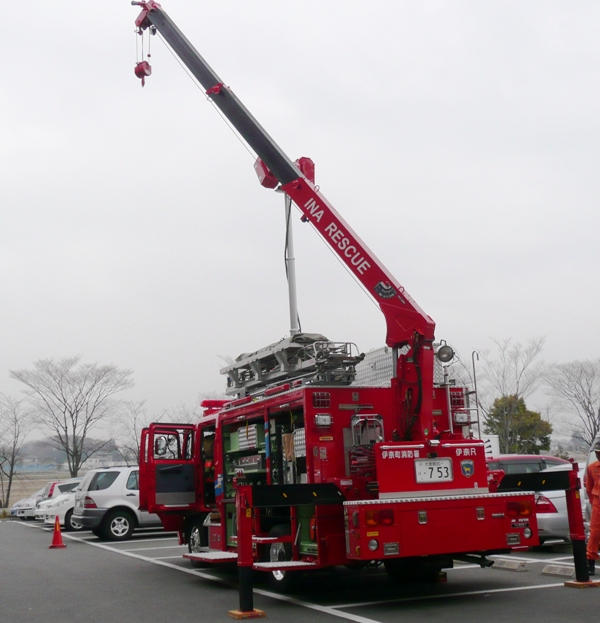
救助工作車

積載形トラッククレーンは、通常のトラックのシャーシをサブフレームで補強し、積卸用のクレーン装置と貨物積載用の荷台を備えている移動式クレーンである。
一般的にはキャブバッククレーン車と呼ばれるが古河ユニック株式会社の積載形トラッククレーンの商標「ユニック」（ブームの色が赤）が普通名称化し、一般的にユニックと呼ばれることも多い。これに対してタダノ（ブーム色青）では「カーゴクレーン」、新明和工業（ブーム色黄）では「CBクレーン」と呼ぶ。

## 解説
クレーン装置をトラックの荷台部シャーシに架装し、1つの原動機で走行とクレーン作業を行うもので、つり上げ荷重3t未満のものが多く使用されている（3t以上のクレーンはクレーン等安全規則により検査・届け出が必要となるため）。クレーンの操作は、機体側方で行う方式が多く用いられているが、安全面からリモコンやラジコンでの操作方式も増加している。
運転席と荷台の隙間部分にクレーンがある「キャブバック型」、荷台内にクレーンがある「荷台内架装型」が大多数を占めるが、荷台後部にクレーンが付いている「リアオーバーハング型」の機種もある。
積載形トラッククレーンには、直伸式と折曲式のブームタイプがあり、国内では直伸式が9割以上である。
また、主に搭載されるのは2tクラス以上だが稀に1 - 1.5tクラスの小型トラック、さらには軽トラックにまで搭載されることがある。
トラッククレーンはシングルキャビン・平ボディ型荷台への架装が一般的だが、ダブルキャブ車への架装、オープントップ型のバン、ダンプ付き荷台への架装が行われることもある。トラッククレーン付き車両を新車購入したいユーザが現れた場合、カタログモデルとして用意されている車型から選択する他に、シャシメーカー(自動車メーカー)が注文を受け、各クレーンメーカーからクレーン本体一式を購入し、架装業者の手でクレーン一式が取り付けられた後、改造車として車検を取得してユーザーの元へ納車される。
キャブバッククレーンの場合、一般に「リアブーム格納」が標準とされるが、これは車両の前軸耐荷重に関するものと、前方突出量等の規制による。積載重量が車両の最大積載量以下であっても、リアブーム格納の車両でフロントブーム格納、あるいはその逆とした場合は、前後軸の許容軸重を超過してタイヤのバーストやホイールボルトの破断など重大事故に繋がる恐れもあるほか、乗車積載方法違反となる場合がある。

## 歴史
積載形トラッククレーンの代名詞となっているユニッククレーンの歴史を以下に記す。
- 1961年8月 - 日本初の油圧式積載形トラッククレーンU-100（小型車架装用、1t吊り）が完成。
- 1970年 - 前年までトラックの荷台をカットして架装する「キャブバック架装」が普通だったが、この年、トラックサイズ内に納まる荷台内架装型クレーンU-100Fが開発された。
- 1979年 - 片手操作のリモコン装置RC-30A（有線式）が誕生。
- 1983年 - オートアクセル（アクセル連動機構）が誕生。
- 1985年 - ラジコンRC-30R（無線式）が誕生。安全確保のため、電波障害が発生した時は即停止し、障害から回復後も停止状態を維持するという方式を採用した。
- 1992年 - フック自動格納機構が開発された。
- 1994年 - 特定小電力型ラジコンが開発された。
- 1999年 - レバー１本でブーム伸縮にフックが連動する、フック自動連動機構が開発された。
- 2004年 - ボップアップコラム型荷台内架装クレーンが開発された。荷台内架装クレーンの弱点改善のため、コラムをポップアップ（起立）させ、キャブバック架装並みの作業範囲を持たせた。
- 2007年 - ジョイスティック式ラジコンが開発された。

## 変遷と機能
積載形トラッククレーンは、運輸業、土木建築業、設備工事業、造園業、石材業、コンクリート業、木材パルプ業、レンタル業等で使用され、積載2 tの小型車から10 tを超える大型車まで架装対応可能となっている。レッカー業や自動車整備業ではクレーンを装備した車両積載車が見られ、また、近年ではクレーンを搭載した救助工作車が特別救助隊によって交通事故や重量物挟まれ事故等で使用されている。

### ブームの多段化・自動化
ブーム伸縮は、発売当初の手動式から、現在では、油圧シリンダとワイヤーロープの組合せにより全自動となった。用途に応じて2段から6段ブームまで選択できる。 当初、ブーム断面形状は四角形だった。古河ユニックは、1987年に、軽くて強い6角形断面形状を採用した。タダノは、2012年に、「プライム・エコ」仕様を設定し、70kg級高張力鋼板を使用した1枚板構造の7角形断面を採用した。

### 積載条件とクレーン性能の向上
積載形トラッククレーンは、トラックの機能を低下させることなく、クレーン性能を向上させることを目指している。そのためにはクレーン自体をより軽くコンパクトにし、架装時のボディカット量を最小にする（荷台をできるだけ広くする）ことが求められている。
現在は、ブーム、コラム、起伏シリンダの位置関係がコンパクトにまとまり、ブーム最大起伏角度を大きく（81゜）し、広範囲の作業が可能になった。
設定圧力は、発売当初70kg/cm²だったものが現在は210kg/cm²と高圧力化が進み、性能向上の大きな要因となった。

### 操作性の向上
コントロールバルブの進歩が、作業のスムーズさ、2つ以上の作動の連動性、リモコン・ラジコンの操作性の向上に大きく寄与した。
また、オートアクセル機構、フック自動格納装置、フック自動連動装置等も操作性向上の要因である。

## 安全性の向上
安全装置について。

### 転倒防止装置
吊り上げ荷重が3 t未満の積載形トラッククレーンには過負荷防止装置の装着が義務付けられていないが、アウトリガが浮き上がる前にクレーンの作動を自動停止し、転倒事故を防止する装置。

### 巻過防止装置
クレーン構造規格で装着が義務付けられており、以前は警報を発するものが主だったが、最近は自動停止するものが主となっている。

### デジタル式荷重計
荷重検出器で荷の重量を測定し、デジタル表示する。

### ブーム・アウトリガ未格納警報装置
ブームまたはアウトリガが未格納状態で駐車ブレーキを解除したとき、警告する装置。

### 盗難防止装置
車輌保管時、クレーンのアウトリガを設置状態のままクレーンキースイッチをOFFにし、車輌を盗難から守る装置。

## 低燃費化
積載形トラッククレーンは、架装トラックのディーゼルエンジンの動力で油圧ポンプを駆動し、油圧でクレーンを作動させる。燃費効率を向上させるためには、エンジン回転数を下げ、油圧ポンプ回転数を下げ、クレーンの油圧回路に流れる作動油流量をできるだけ少なくすることが有効である。この点に着目して、低燃費化が進められてきた。

## 災害
積載形トラッククレーンの転倒による災害は、1996年に17件となっている。転倒時のクレーン動作としては旋回による場合が最も多い。3t以上の移動式クレーンに比べて簡易的な安全装置しか設置していないことや、以下の性能特性が人為的ミスにつながりやすいとの指摘がある。
- 側方､後方､前方の安定性能の差が顕著
前方2本のアウトリガージャッキと、後方は左右のリアタイヤで支えるため、側方､後方､前方の安定性能が大きく異なる。

- 荷台の積載による安定性能の差
荷台積載物の重量､位置により安定性能に差がでる。特に荷台から積み荷を降ろす時は、安定側の重量が減り、後方から安定が悪くなる側方へ旋回することで転倒しやすい状態になる。

- 作業半径が変化しやすい
吊り荷重や旋回方向によっては、車両シャシフレームの捻じれやリヤタイヤのたわみにより、作業半径が増減する。

2004年から2008年までの5年間で、移動式クレーンでの死亡災害は243名であった。そのうち積載形トラッククレーンが88名を占めている。また、機体の折損・倒壊・転倒に起因する死亡災害は、移動式クレーン全体54名のうち積載形トラッククレーンが39名を占めている。このことから、積載形トラッククレーンは機体の折損・倒壊・転倒に起因する死亡災害の割合が多いといえる。

## 操作
クレーン装置は全て油圧駆動のため、アウトリガーも油圧シリンダーで駆動されている。荷重計・過負荷防止装置・モーメントリミッター等の安全装置が装備されているが安全装置を切ったり無理な操作が原因で横転する事故も多発している。

## 能力
積載形トラッククレーンは、吊り上げ能力が○t〜○tとバリエーションも豊富で、4.9t以下のものは小型移動式クレーンと呼ばれている。
装備しているブーム（人間の腕のような役割で物を持ち上げるときの基本となる部分。法律的には「ジブ」と呼称）はテレスコピックブーム（伸縮式で基本となるブームの中にサイズの順番ごとにブームが納められている）であるため、ブームの組み立てが不要であり、現場到着後ブームとアウトリガーを伸ばせば作業が即可能な状態になり、また作業終了後ブームとアウトリガーを収納すればそのまま現場から帰ることができる。ブームの起伏はブーム起伏シリンダーによって行われている。

## 関係法令

### 移動式クレーンの関係法令
移動式クレーンには以下の関係法令がある。
- 労働安全衛生法
- 労働安全衛生法施行令
- 労働安全衛生規則
- クレーン等安全規則
- 移動式クレーン運転士免許試験規程
- クレーン等運転関係技能講習規程
- クレーン取扱い業務等特別教育規程
- 玉掛技能講習規程
- 女性労働基準規則
- 年少者労働基準規則
- 移動式クレーン構造規格

その他、公道を走行する場合は道路運送車両法の保安基準に適合している必要がある。

### 移動式クレーンを運転するための資格
内容および実施機関は、運転する移動式クレーンの吊上げ性能によって異なる。
- 吊上げ荷重500kg以上1t未満
クレーン等安全規則第67条より「運転のための特別教育」修了証が必要。教育は定められた「教育規程」にそって事業者が行う。

- 吊上げ荷重1t以上5t未満
クレーン等安全規則第68条 より「小型移動式クレーン運転技能講習」修了証が必要（1990年10月に法令が改正された[6])。各都道府県労働基準局、またはその登録教習機関が行う。

- 吊上げ荷重5t以上
クレーン等安全規則第68条より「移動式クレーン運転士免許」が必要。各都道府県労働基準局、またはその指定試験機関が行う。

### 玉掛け作業をするための資格
内容および実施機関は、運転する移動式クレーンの吊上げ性能によって異なる。
- 吊上げ荷重500kg以上1t未満
クレーン等安全規則第222条より「玉掛けのための特別教育」修了証が必要。教育は定められた「教育規程」にそって事業者が行う。

- 吊上げ荷重1t以上
クレーン等安全規則第221条より「玉掛け技能講習」修了証が必要。各都道府県労働基準局、またはその指定教育機関が行う。

### 公道を走行する際の日本の運転免許
- 車両総重量11t以上、最大積載量6.5t以上
大型自動車免許
- 車両総重量5t以上11t未満、最大積載量6.5t未満
中型自動車免許[注 3]
- 車両総重量3.5以上7.5t未満、最大積載量2t以上4.5t未満
準中型自動車免許[注 4]
- 車両総重量3.5t未満、最大積載量2t未満
普通自動車免許